# محمود ملحس (إقتصادي)
محمود زهدي ملحس اقتصادي ورائد أعمال أردني من أصل فلسطيني شغل منصب رئيس مجلس إدارة البنك التجاري الفلسطيني.

## حياته
تخرج محمود ملحس من الجامعة الأمريكية في بيروت.

## مسيرته المهنية
عمل محمود ملحس عقب تخرجه من الجامعة في أحد المطاعم برفقة عائلته في مدينة عمان بالأردن، ثم أقام مصنعًا للمثلجات، والذي توسع حتى أصبح أول متجر في عمان يبيع بنظام شبه الجملة. اتجه محمود ملحس بعد ذلك للعمل في القطاع المصرفي وتدرج في المناصب إلى أن أصبح عضوًا بمجلس إدارة البنك الأهلي الأردني، ثم اختير لشغل منصب رئيس مجلس إدارة البنك التجاري الفلسطيني في عام 2008 خلفا لرئيس مجلس إدارته السابق سهيل جدعون، وقد اندمج البنك التجاري الفلسطيني بعد ذلك مع بنك فلسطين. شارك محمود ملحس أيضًا في تأسيس بنك قطر الأول للاستثمار، والبنك السعودي الأميركي، بالإضافة إلى شركة للصناديق الاستثمارية في دبي بالإمارات العربية المتحدة في عام 2009.
وفي 29 يوليو (تموز) 2021، عُيّن محمود ملحس نائبًا لرئيس مجلس إدارة البنك العربي بعمان. يترأس محمود ملحس مجلس إدارة مجموعة المحمودية التي تمتلك 23.5 بالمائة من أسهم شركة البحر المتوسط للاستثمار السياحي، وهي شركة مساهمة عامة محدودة تدير فندق فورسيزونز في عمان، كما يشغل محمود ملحس أيضًا منصب نائب رئيس مجلس إدارة شركة البحر المتوسط للاستثمارات السياحية، وعضو مجلس إدارة الشركة العربية للفنادق.